# Susan Gasser
Pour les articles homonymes, voir Gasser.
Susan Gasser (Susan Margaret Gasser), née le 29 mars 1955, est une biologiste suisse, professeure de biologie moléculaire à l'Université de Bâle et directrice de l’Institut Friedrich Miescher de recherche biomédicale (en) à Bâle de 2004 à 2019. Elle dirige l'Institut suisse de recherche expérimentale sur le cancer (ISREC) depuis 2021. Elle est spécialiste d'épigénétique et explore les mécanismes qui régulent, influencent et transmettent les informations des gènes actifs dans l'ADN humain pour donner naissance à l'infinie complexité du vivant.

## Biographie
Susan Margaret Gasser est née le 29 mars 1955. Après des études de biologie et de biophysique à l'Université de Chicago, elle obtient, en 1982, un doctorat en biochimie sous la direction de Gottfried Schatz (en) à l'Université de Bâle. Elle effectue ensuite un post-doctorat dans le groupe d'Ulrich Laemmli (en) à l'Université de Genève, pendant lequel elle étudie la structure et l'organisation des chromosomes humains, puis dirige son propre groupe de recherche à l'Institut suisse de recherche expérimentale sur le cancer à Lausanne entre 1986 et 2001 qui étudie l'organisation et réplication de la chromatine,,.
Elle est ensuite nommée, en 2001, professeure de biologie moléculaire à l'Université de Genève, puis, en décembre 2004, elle prend la direction de Institut Friedrich Miescher à Bâle où elle reste jusqu'en 2019.
Elle est également professeure de biologie moléculaire à l'Université de Bâle.
Depuis 2021, elle dirige l'Institut suisse de recherche expérimentale sur le cancer (ISREC).
Dans ses recherches, elle s’intéresse à la manière dont le génome est ordonné dans le noyau cellulaire et aux mécanismes influençant la stabilité des chromosomes pendant la duplication et la division des cellules. Elle reçoit de nombreuses récompenses pour ses travaux dont le prix International de l'INSERM en 2011,.
Susan Gasser est membre de l'Académie des sciences à l'Institut de France et du Conseil suisse de la science (CSS). Elle siège au Conseil de l'Organisation européenne de biologie moléculaire (EMBO) et à l'Académie suisse des sciences médicales,.
Susan Gasser est l'autrice de plus de 250 articles et critiques primaires.
Par ailleurs, elle soutient les jeunes chercheuses, ce qui a été souligné par le prix Women in Science de l'Organisation européenne de biologie moléculaire.

## Recherches
Susan Gasser s’intéresse à l’organisation structurelle de l’ADN, à la manière dont les chromosomes sont ordonnés dans le noyau cellulaire. Elle optimise les techniques d'imagerie en direct avec l'imagerie par fluorescence qui lui permet d'étudier le mouvement du matériel génétique ainsi que d’autres composants du noyau cellulaire, au cours de la différenciation de divers types cellulaires et tissus. Elle recherche comment les nouvelles cellules héritent du même modèle de régulation environnementale des gènes que les cellules parentales et peuvent ainsi se développer en cellules du même type. Elle découvre que l'enzyme topoisomérase II joue un rôle structurel dans l'organisation des chromosomes en métaphase. Elle étudie comment le contexte nucléaire et chromosomique établit et maintient des modèles héréditaires d'expression génique. De l'effet de position des télomères chez la levure à l'hérédité de gènes spécifiques aux tissus réprimés chez C. elegans, ses études examinent comment le regroupement et l'organisation spatiale de l'hétérochromatine contribuent à l'inactivation héréditaire des gènes. Chez les vers, elle montre que les modifications des histones déterminent directement l'organisation spatiale de la chromatine,,.
« Le décodage du génome humain montre clairement qu’il n’est pas suffisant de connaître la séquence génétique de notre génome. L’information génétique à elle seule ne permet pas d’expliquer pourquoi des jumeaux monozygotes ne sont pas parfaitement identiques, pourquoi nous développons certaines maladies en particulier ou encore, pourquoi diverses personnes réagissent différemment au stress ou aux influences de l’environnement. »

## Prix et distinctions
- 2005 : Membre de l'académie des sciences[16].
- 2006 : Prix Otto Nägeli[4]
- 2011 Prix International Inserm[17]
- 2012 Women in Science Award de l'organisation européenne de biologie moléculaire[18],[13]
- 2013 Weizman Women in Science Award[19]
- 2014 Doctorat Honoris Causa de l'université de Lausanne[20]
- 2016 Doctorat Honoris Causa de l'université Charles de Prague[21]
- 2021 Doctorat Honoris Causa de l'université de Fribourg (Suisse)[15]